# UCI Women's WorldTour 2022
L'UCI Women's WorldTour 2022 fou la setena edició de la competició femenina de ciclisme de carretera més important a nivell mundial.
El calendari es compongué de 25 curses, essent la primera la Strade Bianche, celebrada a Itàlia el 5 de març, i la darrera el Tour de Romandia entre el 7 i 9 d'octubre; degut a l'anul·lació del Tour de Guangxi, previst a la Xina el 18 d'octubre. Les principals novetats respecte la temporada anterior foren el retorn del Giro d'Itàlia i la incorporació del Tour de França enlloc de La Course.
Annemiek van Vleuten (Movistar) fou la guanyadora de la classificació individual general, esdevenint la primera corredora que s'imposa per tercera vegada al circuit professional -ja havia guanyat les edicions de 2018 i 2021. La neerlandesa va guanyar quatre competicions durant la temporada, incloent el Giro i el Tour i esdevenint la primera dona que completava el doblet Giro–Tour en el mateix any.
L'italiana Elisa Longo Borghini (Trek–Segafredo) va quedar en segona posició gràcies a les cinc victòries aconseguides, incloent-hi la Paris–Roubaix i la també neerlandesa Demi Vollering (SD Worx), guanyadora de la primera edició de l'Itzulia, va quedar tercera. En total, dotze ciclistes van guanyar alguna prova i cinc van liderar el circuit en algun moment de la temporada.
Tal com era habitual, l'SD Worx va ser el millor equip de la temporada i va aconseguir el sisè guardó de les darreres set temporades. Finalment, la neerlandesa Shirin van Anrooij (Trek–Segafredo) va esdevenir la guanyadora de la classificació individual sub-23.

## Equips
Catorze equips van integrar la màxima divisió del ciclisme mundial a nivell femení, cinc més que la temporada anterior. Els nous equips foren els estatunidencs EF Education-Tibco-SVB i Human Powered Health, l'helvètic Roland Cogeas Edelweiss Squad, el neerlandès Team Jumbo-Visma i el noruec Uno-X Pro Cycling Team. D'altra banda, l'UAE Team ADQ substituí l'estructura de l'Alé BTC Ljubljana.
| Nom                                | País                | Codi UCI |
| ---------------------------------- | ------------------- | -------- |
| Canyon SRAM Racing                 | Alemanya            | CSR      |
| EF Education-TIBCO-SVB             | Estats Units        | TIB      |
| FDJ Nouvelle Aquitaine Futuroscope | França              | FDJ      |
| Human Powered Health               | Estats Units        | HPW      |
| Liv Racing                         | Països Baixos       | LIV      |
| Movistar Team                      | Espanya             | MOV      |
| Roland Cogeas-Edelweiss Squad      | Suïssa              | CGS      |
| Team BikeExchange Women            | Austràlia           | BEX      |
| Team DSM Women                     | Països Baixos       | DSM      |
| Jumbo-Visma                        | Països Baixos       | JVW      |
| Team SD Worx                       | Països Baixos       | SDW      |
| Trek-Segafredo                     | Estats Units        | TFS      |
| UAE Team ADQ                       | Emirats Àrabs Units | UAD      |
| Uno-X Pro Cycling Team             | Noruega             | UXT      |

## Competicions
Les principals novetats de la temporada foren la incorporació del Tour de France Femmes al calendari, enlloc de La Course by Le Tour de France, i el retorn a la màxima categoria del Giro d'Italia Donne, rebaixat la temporada anterior a la categoria ProSeries a causa de problemes organitzatius. A més, aquesta temporada inclogué el debut del Tour de Romandia i la Batalla del Nord, que substituí el Ladies Tour de Noruega i la transformació de la RideLondon-Classique i la Clàssica de Sant Sebastià en curses per etapes. La prova basca també canvià de nom i passà a anomenar-se Volta al País Basc.
| 5 de març                   | 1  | Strade Bianche Donne                     | Lotte Kopecky                      | Annemiek van Vleuten | Ashleigh Moolman                   | Lotte Kopecky        |
| 12 de març                  | 2  | Tour de Drenthe femení                   | Lorena Wiebes                      | Elisa Balsamo        | Lotte Kopecky                      | Lotte Kopecky        |
| 20 de març                  | 3  | Trofeu Alfredo Binda-Comune di Cittiglio | Elisa Balsamo                      | Sofia Bertizzolo     | Soraya Paladin                     | Elisa Balsamo        |
| 24 de març                  | 4  | Clàssica Bruges-De Panne femenina        | Elisa Balsamo                      | Lorena Wiebes        | Marta Bastianelli                  | Elisa Balsamo        |
| 27 de març                  | 5  | Gant-Wevelgem femenina                   | Elisa Balsamo                      | Marianne Vos         | Maria Giulia Confalonieri          | Elisa Balsamo        |
| 3 de abr                    | 6  | Tour de Flandes femení                   | Lotte Kopecky                      | Annemiek van Vleuten | Chantal van den Broek-Blaak        | Elisa Balsamo        |
| 10 de abr                   | 7  | Amstel Gold Race femenina                | Marta Cavalli                      | Demi Vollering       | Liane Lippert                      | Elisa Balsamo        |
| 16 de abr                   | 8  | Paris-Roubaix Femmes                     | Elisa Longo Borghini               | Lotte Kopecky        | Lucinda Brand                      | Lotte Kopecky        |
| 20 de abr                   | 9  | Fletxa Valona femenina                   | Marta Cavalli                      | Annemiek van Vleuten | Demi Vollering                     | Lotte Kopecky        |
| 24 de abr                   | 10 | Lieja-Bastogne-Lieja femenina            | Annemiek van Vleuten               | Grace Brown          | Demi Vollering                     | Lotte Kopecky        |
| 13 – 15 de maig             | 11 | Itzulia Women                            | Demi Vollering                     | Pauliena Rooijakkers | Kristen Faulkner                   | Lotte Kopecky        |
| 19 – 22 de maig             | 12 | Volta a Burgos femenina                  | Juliette Labous                    | Évita Muzic          | Demi Vollering                     | Demi Vollering       |
| 27 – 29 de maig             | 13 | RideLondon Classique                     | Lorena Wiebes                      | Elisa Balsamo        | Emma Norsgaard                     | Lotte Kopecky        |
| 6 – 11 de juny              | 14 | Volta a la Gran Bretanya femenina        | Elisa Longo Borghini               | Grace Brown          | Katarzyna Niewiadoma               | Lotte Kopecky        |
| 30 de juny – 10 de juliol   | 15 | Giro d'Itàlia femení                     | Annemiek van Vleuten               | Marta Cavalli        | Margarita Victoria García Cañellas | Elisa Balsamo        |
| 24 – 31 de juliol           | 16 | Tour de França femení                    | Annemiek van Vleuten               | Demi Vollering       | Katarzyna Niewiadoma               | Annemiek van Vleuten |
| 6 de ago                    | 17 | Open de Suède Vårgårda CRE               | Trek-Segafredo                     | SD Worx              | Team DSM                           | Annemiek van Vleuten |
| 7 de ago                    | 18 | Open de Suède Vårgårda CL                | Audrey Cordon-Ragot                | Pfeiffer Georgi      | Valerie Demey                      | Annemiek van Vleuten |
| 9 – 14 de agost             | 25 | Tour d'Escandinàvia                      | Cecilie Uttrup Ludwig              | Liane Lippert        | Alexandra Manly                    | Annemiek van Vleuten |
| 27 de ago                   | 19 | Gran Premi de Plouay Bretagne            | Margarita Victoria García Cañellas | Amber Kraak          | Grace Brown                        | Annemiek van Vleuten |
| 30 de agost – 4 de setembre | 20 | Simac Ladies Tour                        | Lorena Wiebes                      | Audrey Cordon-Ragot  | Karlijn Swinkels                   | Annemiek van Vleuten |
| 7 – 11 de setembre          | 21 | Ceratizit Challenge by La Vuelta         | Annemiek van Vleuten               | Elisa Longo Borghini | Demi Vollering                     | Annemiek van Vleuten |
| 7 – 9 de octubre            | 22 | Tour de Romandia femení                  | Ashleigh Moolman                   | Annemiek van Vleuten | Elisa Longo Borghini               | Annemiek van Vleuten |
| 13 – 15 de octubre          | 23 | Tour de l'illa de Chongming              | suspesa                            |                      |                                    |                      |
| 18 de oct                   | 24 | Tour de Guangxi femení                   | suspesa                            |                      |                                    |                      |

## Puntuació
Totes les competicions donen punts per al rànquing UCI World Femení seguint el mateix barem, tot i que les curses per etapes (2.WWT) també atorguen punts addicionals a les 10 primeres classificades de cada etapa i a la ciclista que vesteix el mallot de la classificació general.
| Posició               | 1a  | 2a  | 3a  | 4a  | 5a  | 6a  | 7a  | 8a  | 9a | 10a | 11a | 12a | 13a | 14a | 15a | 16a - 20a | 21a - 30a | 31a - 40a |
| Classificació general | 400 | 320 | 260 | 220 | 180 | 140 | 120 | 100 | 80 | 68  | 56  | 48  | 40  | 32  | 28  | 24        | 16        | 8         |
| Per etapa             | 50  | 40  | 30  | 25  | 20  | 18  | 15  | 10  | 8  | 6   |     |     |     |     |     |           |           |           |
| Líder                 | 8   |     |     |     |     |     |     |     |    |     |     |     |     |     |     |           |           |           |
| Millor jove           | 6   | 4   | 2   |     |     |     |     |     |    |     |     |     |     |     |     |           |           |           |

## Classificacions
Aquestes són les classificacions:
Nota: veure Barems de puntuació

### Classificació individual
| Classificació per punts | Classificació per punts | Classificació per punts            | Classificació per punts | Classificació per punts |
| Ciclista                | Ciclista                | Equip                              | Punts                   |                         |
| ----------------------- | ----------------------- | ---------------------------------- | ----------------------- | ----------------------- |
| 1r                      | Annemiek van Vleuten    | Movistar Team                      | 2940.33 pts             |                         |
| 2n                      | Demi Vollering          | SD Worx                            | 2681.17 pts             |                         |
| 3r                      | Lorena Wiebes           | Team DSM                           | 2526 pts                |                         |
| 4t                      | Elisa Longo Borghini    | Trek-Segafredo                     | 2364.33 pts             |                         |
| 5è                      | Lotte Kopecky           | SD Worx                            | 2285.17 pts             |                         |
| 6è                      | Elisa Balsamo           | Trek-Segafredo                     | 2256.33 pts             |                         |
| 7è                      | Liane Lippert           | Team DSM                           | 1751 pts                |                         |
| 8è                      | Ashleigh Moolman        | SD Worx                            | 1639 pts                |                         |
| 9è                      | Cecilie Uttrup Ludwig   | FDJ-Nouvelle Aquitaine-Futuroscope | 1576 pts                |                         |
| 10è                     | Katarzyna Niewiadoma    | Canyon-SRAM Racing                 | 1550.5 pts              |                         |

### Classificació per equips
Aquesta classificació es calcula sumant els punts de les corredores de cada equip o selecció en cada cursa. Els equips amb el mateix nombre de punts es classifiquen d'acord amb la seva corredora més ben classificada individualment.
| Classificació per equips | Classificació per equips    | Classificació per equips | Classificació per equips |
| Equip                    | Equip                       | Punts                    |                          |
| ------------------------ | --------------------------- | ------------------------ | ------------------------ |
| 1r                       | Boels Dolmans               | 4045 pts                 |                          |
| 2n                       | Sunweb Women                | 2999 pts                 |                          |
| 3r                       | Trek-Segafredo              | 2547 pts                 |                          |
| 4t                       | Mitchelton-Scott            | 2517 pts                 |                          |
| 5è                       | CCC-Liv                     | 2451 pts                 |                          |
| 6è                       | Canyon-SRAM Racing          | 2215 pts                 |                          |
| 7è                       | Parkhotel Valkenburg-Destil | 2058 pts                 |                          |
| 8è                       | Virtu Cycling Women         | 1548 pts                 |                          |
| 9è                       | WNT-Rotor Pro Cycling       | 1504 pts                 |                          |
| 10è                      | Alé Cipollini               | 1315 pts                 |                          |

### Classificació sub-23
| Classificació de la millor jove | Classificació de la millor jove | Classificació de la millor jove    | Classificació de la millor jove | Classificació de la millor jove |
| Ciclista                        | Ciclista                        | Equip                              | Punts                           |                                 |
| ------------------------------- | ------------------------------- | ---------------------------------- | ------------------------------- | ------------------------------- |
| 1r                              | Lorena Wiebes                   | Parkhotel Valkenburg               | 46 pts                          |                                 |
| 2n                              | Marta Cavalli                   | Valcar Cylance                     | 42 pts                          |                                 |
| 3r                              | Sofia Bertizzolo                | Virtu Cycling Women                | 22 pts                          |                                 |
| 4t                              | Évita Muzic                     | FDJ-Nouvelle Aquitaine-Futuroscope | 22 pts                          |                                 |
| 5è                              | Elisa Balsamo                   | Valcar Cylance                     | 20 pts                          |                                 |
| 6è                              | Juliette Labous                 | Sunweb                             | 16 pts                          |                                 |
| 7è                              | Paula Patiño                    | Movistar Team                      | 10 pts                          |                                 |
| 8è                              | Letizia Paternoster             | Trek-Segafredo                     | 10 pts                          |                                 |
| 9è                              | Liane Lippert                   | Sunweb                             | 8 pts                           |                                 |
| 10è                             | Hanna Tserakh                   | Minsk Cycling Club                 | 6 pts                           |                                 |

## Evolució de les classificacions
| Cursa                                    | Classificació individual | Classificació per equips | Classificació sub-23 |
| ---------------------------------------- | ------------------------ | ------------------------ | -------------------- |
| Strade Bianche                           | Lotte Kopecky            | SD Worx                  | Shirin van Anrooij   |
| Tour de Drenthe                          | Lotte Kopecky            | SD Worx                  | Pfeiffer Georgi      |
| Trofeu Alfredo Binda-Comune di Cittiglio | Elisa Balsamo            | SD Worx                  | Shirin van Anrooij   |
| Classic Bruges-De Panne                  | Elisa Balsamo            | SD Worx                  | Shirin van Anrooij   |
| Gant-Wevelgem                            | Elisa Balsamo            | SD Worx                  | Pfeiffer Georgi      |
| Tour de Flandes                          | Elisa Balsamo            | SD Worx                  | Pfeiffer Georgi      |
| Amstel Gold Race                         | Elisa Balsamo            | SD Worx                  | Shirin van Anrooij   |
| Paris-Roubaix                            | Lotte Kopecky            | SD Worx                  | Pfeiffer Georgi      |
| Fletxa Valona                            | Lotte Kopecky            | SD Worx                  |                      |
| Lieja-Bastogne-Lieja                     | Lotte Kopecky            | SD Worx                  |                      |
| Itzulia                                  | Lotte Kopecky            | SD Worx                  |                      |
| Volta a Burgos                           | Demi Vollering           | SD Worx                  |                      |
| RideLondon-Classique                     | Lotte Kopecky            | SD Worx                  |                      |
| The Women's Tour                         | Lotte Kopecky            | SD Worx                  |                      |
| Giro d'Itàlia                            | Elisa Balsamo            | SD Worx                  |                      |
| Tour de France                           |                          | SD Worx                  |                      |
| Open de Suède Vårgårda TTT               |                          | SD Worx                  |                      |
| Open de Suède Vårgårda                   |                          | SD Worx                  |                      |
| Tour d'Escandinàvia                      |                          | SD Worx                  |                      |
| Gran Premi de Plouay Bretagne            |                          | SD Worx                  |                      |
| Holland Ladies Tour                      |                          | SD Worx                  |                      |
| Ceratizit Challenge by La Vuelta         |                          | SD Worx                  |                      |
| Tour de Romandia                         |                          | SD Worx                  |                      |
| Final                                    | Annemiek van Vleuten     | SD Worx                  | Shirin van Anrooij   |